# Amsterdam Crusaders 2020
Questa voce raccoglie le informazioni riguardanti gli Amsterdam Crusaders nelle competizioni ufficiali della stagione 2020.

## Maschile

### Eredivisie 2020

#### Stagione regolare
| 16 febbraio 2020 1ª giornata | Flevo Phantoms | 17 – 10 | Amsterdam Crusaders |  |

| 23 febbraio 2020 2ª giornata | Arnhem Falcons | 27 – 18 | Amsterdam Crusaders |  |

| 15 marzo 2020 3ª giornata | Amsterdam Crusaders | - – - | Hilversum Hurricanes |  |

| 29 marzo 2020 5ª giornata | Utrecht Dominators | - – - | Amsterdam Crusaders |  |

| 5 aprile 2020 6ª giornata | Lelystad Commanders | - – - | Amsterdam Crusaders |  |

| 19 aprile 2020 7ª giornata | Amsterdam Crusaders | - – - | Groningen Giants |  |

| 3 maggio 2020 9ª giornata | Amsterdam Crusaders | - – - | 010 Trojans |  |

| 17 maggio 2020 10ª giornata | Amsterdam Crusaders | - – - | Arnhem Falcons |  |

| 24 maggio 2020 11ª giornata | Amsterdam Crusaders | - – - | Utrecht Dominators |  |

| 7 giugno 2020 12ª giornata | Groningen Giants | - – - | Amsterdam Crusaders |  |

### Statistiche di squadra
| Competizione           | %Vittorie | In casa | In casa | In casa | In casa | In casa | In casa | In trasferta | In trasferta | In trasferta | In trasferta | In trasferta | In trasferta | Totale | Totale | Totale | Totale | Totale | Totale |
| Competizione           | %Vittorie | G       | V       | N       | P       | Pf      | Ps      | G            | V            | N            | P            | Pf           | Ps           | G      | V      | N      | P      | Pf     | Ps     |
| ---------------------- | --------- | ------- | ------- | ------- | ------- | ------- | ------- | ------------ | ------------ | ------------ | ------------ | ------------ | ------------ | ------ | ------ | ------ | ------ | ------ | ------ |
| ED - Stagione regolare | .000      | 0       | 0       | 0       | 0       | 0       | 0       | 2            | 0            | 0            | 2            | 28           | 44           | 0      | 0      | 0      | 2      | 28     | 44     |
| Totale                 | .000      | 0       | 0       | 0       | 0       | 0       | 0       | 2            | 0            | 0            | 2            | 28           | 44           | 2      | 0      | 0      | 2      | 28     | 44     |

## Femminile

### Queen's Football League 2020

#### Stagione regolare
| 27 settembre 2020, ore 19:30 1ª giornata | Amsterdam Cats | 26 – 0 (6-0 0-0 6-0 14-0) | Rotterdam Ravens |  |

| 25 ottobre 2020 3ª giornata | 0'30 Wolverines | – (annullata) | Amsterdam Cats |  |

| 8 novembre 2020 4ª giornata | Rotterdam Ravens | – (annullata) | Amsterdam Cats |  |

| 15 novembre 2020 5ª giornata | Amsterdam Cats | – (annullata) | 0'30 Wolverines |  |

### Statistiche di squadra
| Competizione            | %Vittorie | In casa | In casa | In casa | In casa | In casa | In casa | In trasferta | In trasferta | In trasferta | In trasferta | In trasferta | In trasferta | Totale | Totale | Totale | Totale | Totale | Totale |
| Competizione            | %Vittorie | G       | V       | N       | P       | Pf      | Ps      | G            | V            | N            | P            | Pf           | Ps           | G      | V      | N      | P      | Pf     | Ps     |
| ----------------------- | --------- | ------- | ------- | ------- | ------- | ------- | ------- | ------------ | ------------ | ------------ | ------------ | ------------ | ------------ | ------ | ------ | ------ | ------ | ------ | ------ |
| QFL - Stagione regolare | 1.000     | 1       | 1       | 0       | 0       | 26      | 0       | 0            | 0            | 0            | 0            | 0            | 0            | 1      | 1      | 0      | 0      | 26     | 0      |
| Totale                  | 1.000     | 1       | 1       | 0       | 0       | 26      | 0       | 0            | 0            | 0            | 0            | 0            | 0            | 1      | 1      | 0      | 0      | 26     | 0      |